# 1897 a filmművészetben

## Események
- március 22. – Georges Méliès filmműtermet nyit Párizs mellett. A 6 méter magas üvegtetejű teremben teljesen felszerelt színpadi berendezés található.
- április 22. – Párizsban Léon Gaumont fényképész filmgyártásba kezd.
- május 4. – Egy jótékonysági bazárban tartott párizsi mozielőadáson tűz tör ki. 121 halott.
- október – Oskar Mester kiadja 84 filmet tartalmazó katalógusát. A Société Lumière 358 rövid játék- és dokumentumfilmet kínál.

## Születések
- január 3. – Marion Davies, amerikai színésznő († 1961)
- január 3. – Pola Negri, lengyel-amerikai színésznő († 1987)
- január 10. – Putty Lia, magyar színésznő († 1931)
- február 10. – Dame Judith Anderson, ausztrál színésznő († 1992)
- február 12. – Vola Vale, amerikai színésznő († 1970)
- március 16. – Conrad Nagel, amerikai színész († 1970)
- március 19. – Betty Compson, amerikai színésznő († 1974)
- július 28. – Megyery Sári, Sacy von Blondel néven a némafilmkorszak sztárja († 1983)
- június 16. – Elaine Hammerstein, amerikai színésznő († 1948)
- június 19. – Moe Howard, amerikai színész és komikus († 1975)
- június 23. – Alexandru Giugaru, román színész († 1986)
- július 10. – John Gilbert, amerikai színész († 1936)
- augusztus 31. – Fredric March, amerikai színész († 1975)
- október 28. – Edith Head, jelmeztervező († 1981)
- szeptember 23. – Walter Pidgeon, színész († 1984)
- november 13. – Gertrude Olmstead, amerikai színésznő († 1975)
- november 25. – Ruth Etting, amerikai színésznő, énekesnő († 1978)